# Skala Bijstervelda
Skala van Bijstervelda – porównawcza skala barwna stosowana w ocenie zmian spojówek i rogówki w przebiegu zespołu Sjögrena. Oko nakrapiane jest barwnikiem, np. różem bengalskim (Rose bengal staining test). Wynik ≥4 pkt w skali van Bijstervelda jest jednym z kryteriów rozpoznania zespołu według American-European Consensus Group. Skalę opracował O. Paul van Bijsterveld.